# Марк Фабій Вібулан
Марк Фа́бій Вібула́н (лат. Marcus Fabius Vibulanus; 524 до н. е. — 477 до н. е.) — політичний та військовий діяч Римської республіки, консул 483 та 480 років до н. е.

## Життєпис
Походив з патриціанського роду Фабіїв. Син Цезона Фабія Вібулана. Про молоді роки немає відомостей. У 483 році до н. е. Марка обрали консулом (разом із Луцієм Валерієм Потітом Публіколою). На цій посаді з успіхом воював проти етруського міста Вейї та вольсків.
У 480 році до н. е. вдруге став консулом (разом з Гнеєм Манлієм Цинціннатом). Продовжував війну проти Вейї. У вирішальній битві спочатку римляни зазнали втрати, серед яких був й брат Марка Фабія — Квінт, але все ж таки разом із Цинціннатом розбив вейянців. Сенат надав йому право на тріумф, від якого Марк відмовився через смерть брата.
Надалі, 477 року до н. е. Марк Фабій Вібулан взяв участь у битві Фабіїв проти Вейї при Кремері, де й загинув.